# Simon Tyssot de Patot

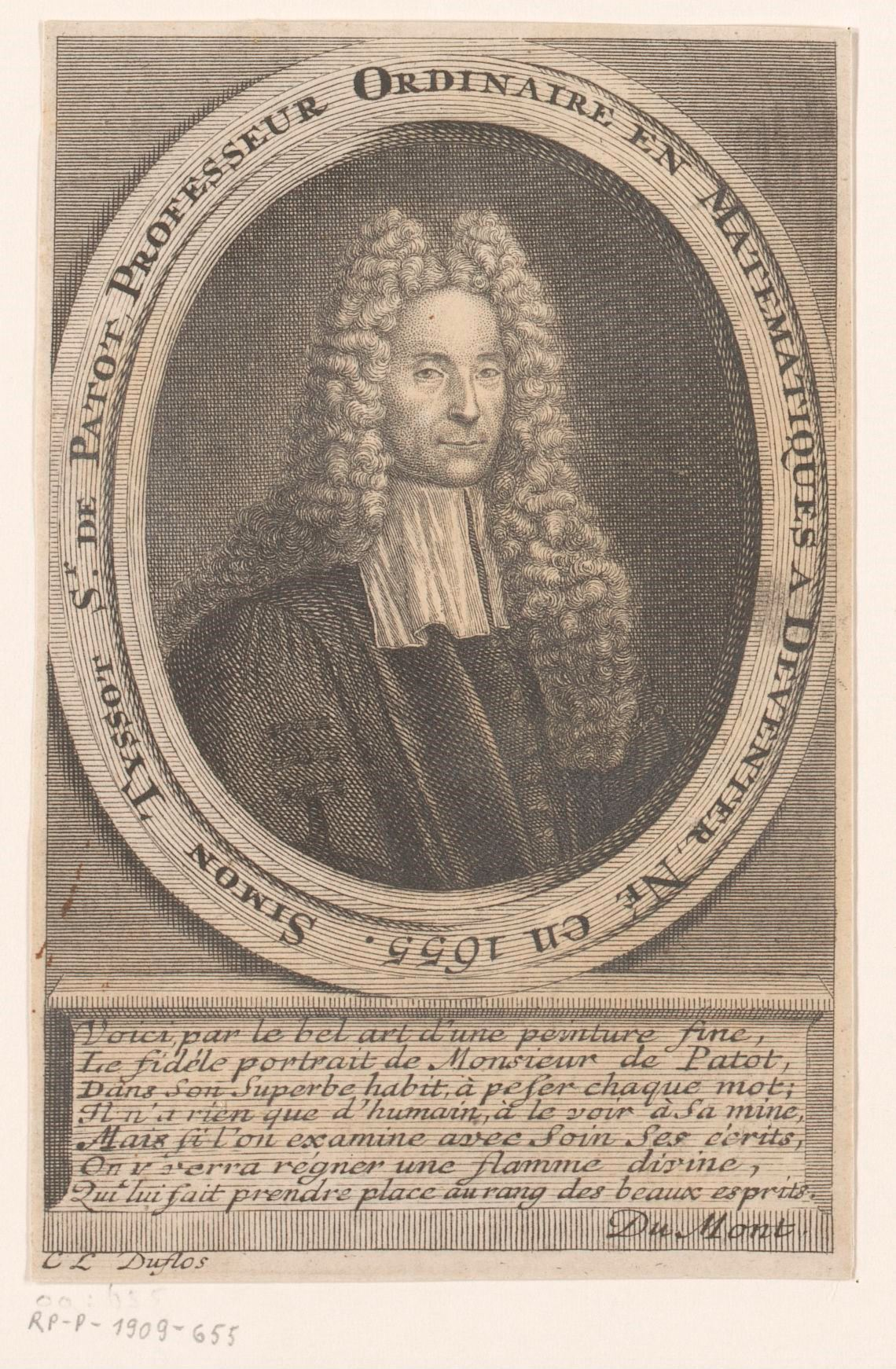
Simon Tyssot de Patot

Simon Tyssot de Patot (* 7. Juni 1655 in London; † 19. September 1738 in IJsselstein) war ein französischer utopischer Schriftsteller.

## Leben und Werk
Simon Tyssot de Patot wuchs als exilierter Hugenotte in London auf, lebte mit seiner Familie von 1658 bis 1664 in Rouen und folgte ihr dann in die Niederlande. Ab 1690 lehrte er Mathematik am Akademischen Gymnasium in Deventer. Seine 1727 veröffentlichten Briefe brachten ihm den Ruf eines Atheisten ein und zwangen ihn zur Aufgabe seines Lehrstuhls. Er starb in IJsselstein im Alter von 83 Jahren.
Tyssot de Patot schrieb zwei bibelkritische utopische Romane, die zeitgenössisch ins Deutsche und Englische und unlängst ins Englische und Niederländische übersetzt wurden. Sie liegen in modernen bzw. nachgedruckten Ausgaben vor. Einer ist Teil der Bibliothek Project Gutenberg.
Tyssot de Patots Utopien sind zu vergleichen mit denen von Denis Vairasse und Claude Gilbert.

## Werke
- Voyages et avantures de Jaques Massé. 1714 ? – 1717 ? Slatkine, Genf 1979 (Vorwort von Raymond Trousson)
  - (moderne Ausgabe) Voyages et avantures de Jaques Massé. Hrsg. Aubrey Rosenberg. Universitas, Paris 1993.
  - Voyages et avantures de Jaques Massé. Éditions Amsterdam, Paris 2005.
  - (deutsch) Peter Martons, Eines gebohrnen Frantzosen Merckwürdige Lebens-Beschreibung Worinnen viele wunderliche Begebenheiten enthalten Die ihm in seinen [!] Leben und auf Reisen zugestossen. Marche, Leipzig und Görlitz 1737.
  - (englisch) The strange voyages of Jacques Masse and Pierre de Mesange. Hrsg. und Übersetzer Brian Stableford. Black Coat Press, Encino, CA 2015.
  - (niederländisch) Reizen en avonturen van Jaques Massé. Verloren, Hilversum 2016. (übersetzt von Lizette van Eijkeren; Einleitung von Peter Altena; Vorwort von Jonathan Israel)
- La vie, les avantures et le voyage de Groenland du R. P. Cordelier Pierre de Mésange, avec une relation bien circonstanciée de l’origine, de l’histoire, des moeurs et du paradis des habitans du pôle arctique. 2 Bde. É. Roger, Amsterdam 1720.
  - (Nachdruck) La vie, les aventures et le voyage de Groenland du révérend père cordelier Pierre de Mésange. Slatkine, Genf 1979. (Vorwort von Raymond Trousson)
  - (deutsch) Des Robinson Crusoe Dritter und Vierter Theil, Oder, Lustige und seltsame Lebens-Beschreibung Peter von Mesange Worinnen er seine Reise nach Grönland und andern Nordischen Ländern, nebst dem Ursprung, Historien, Sitten, und vornemlich das Paradies derer Einwohner des Poli critici, nebst vielen ungemeinen Curiositäten, artig und wohl beschreibet. Weidmann, Leipzig 1721.
  - (englisch) The strange voyages of Jacques Masse and Pierre de Mesange. Hrsg. und Übersetzer Brian Stableford. Black Coat Press, Encino, CA 2015.
- Lettres choisies de Mr. Simon Tyssot de Patot écrites depuis sa jeunesse jusqu’à un âge fort avancé à différentes personnes et sur toutes sortes de sujets. 2 Bde. M. Roguet, Den Haag 1727.
  - (kritische Ausgabe) Lettres choisies et discours sur la chronologie. Hrsg. Aubrey Rosenberg. H. Champion, Paris 2002.
- Les oeuvres poétiques de M. Simon Tyssot, Sr. de Patot. 2 Bde. M. C. Le Céne, Amsterdam 1727.